# Via Farini

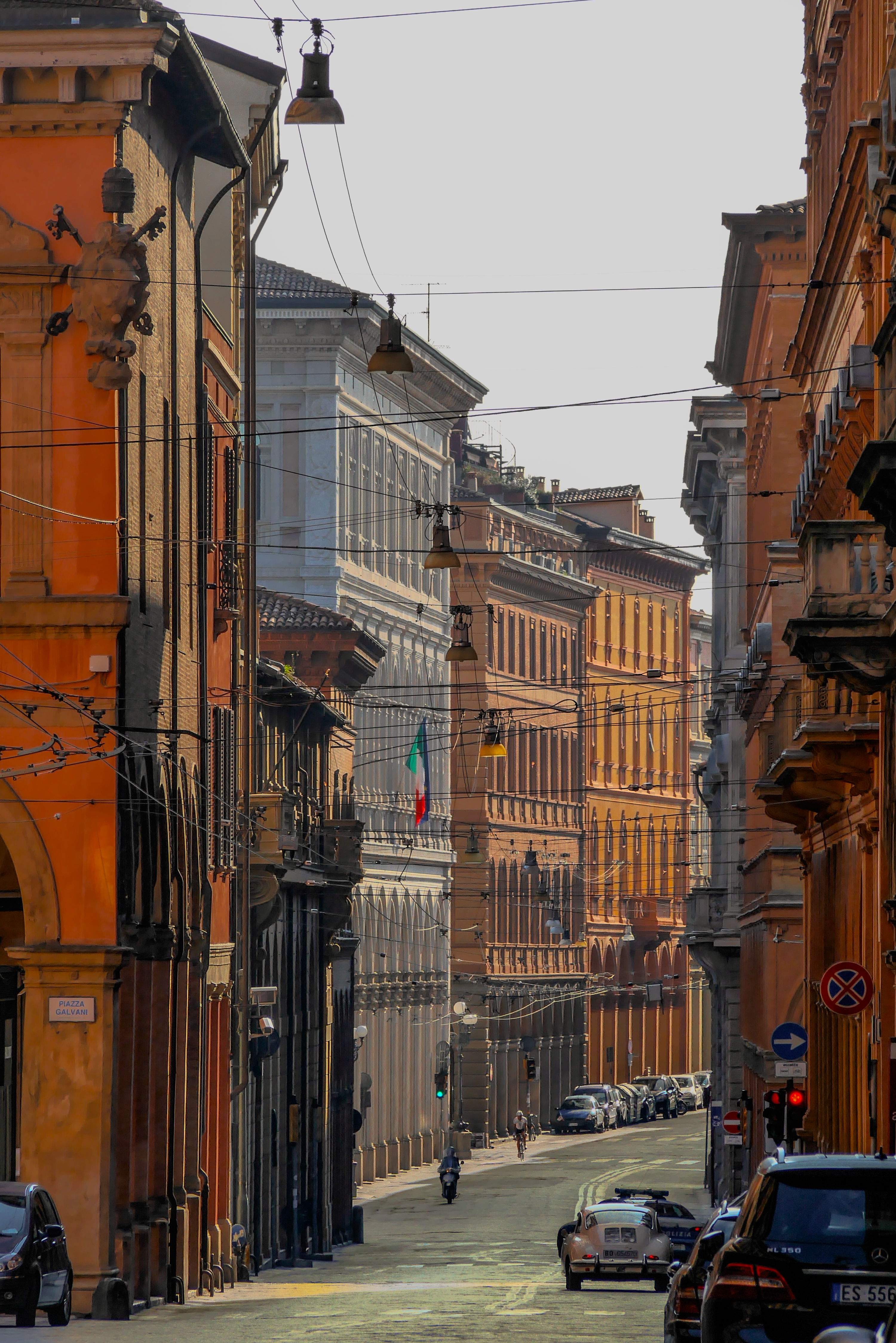

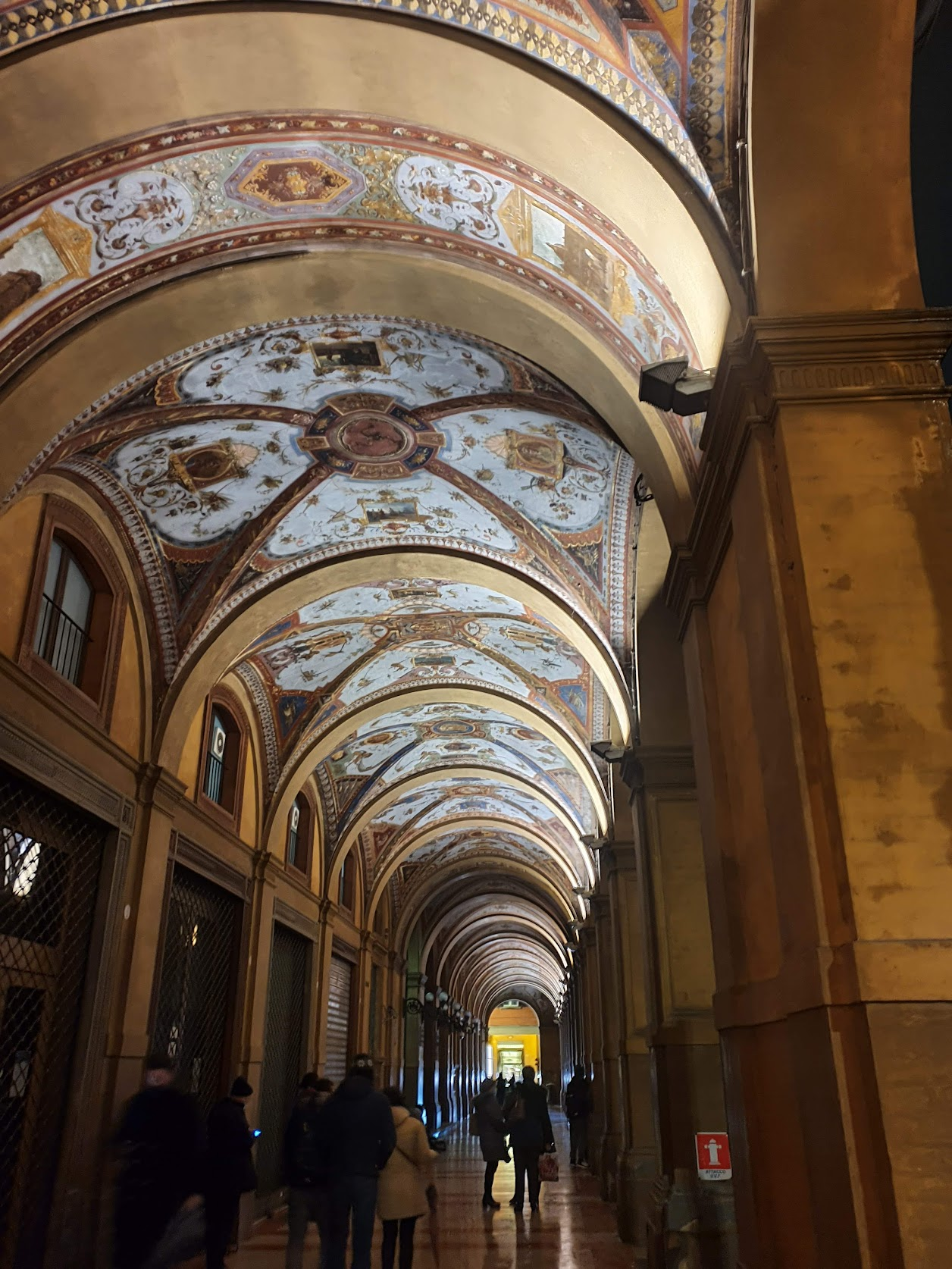
Portici affrescati del Palazzo della Banca d'Italia.

Via Farini (nome completo Via Luigi Carlo Farini) è una via del centro di Bologna, considerata una delle zone più lussuose e, insieme all'adiacente Galleria Cavour, uno dei maggiori centri dello shopping dell'alta moda in Italia.

## Posizione
Via Farini confina dal lato ovest con via Santo Stefano e dal lato est con via d'Azeglio.
Comprende alcuni palazzi storici del Rinascimento fra i più interessanti della città, come Casa Saraceni. Di notevole importanza vi sono anche l'opulento palazzo di residenza della Cassa di Risparmio in Bologna, progettato da Giuseppe Mengoni, e l'edificio liberty di Palazzo Alberani.
La via chiude a nord il cosiddetto distretto commerciale del Quadrilatero di Bologna, una delle zone della città con il maggior numero di negozi.

## Caratteristiche
Via Farini assunse l'attuale aspetto alla fine dell'Ottocento, mediante la rettificazione di diverse antiche vie che condividevano tutte la lontanissima origine, derivata dal percorso della strada pedecollinare che delimitava a sud l'abitato della Bononia romana.
Attualmente è una strada che ospita numerose boutique e negozi di alta moda come La Perla, Bang & Olufsen, Furla, Patrizia Pepe, COS ecc., gioiellerie, bar e pasticcerie, gallerie d'arte, la Fondazione Cassa di Risparmio in Bologna.